# Jakob Henriksen
Jakob 'Yankie' Fechtenburg Henriksen (født 30. april 1997) er en dansk fodboldspiller, som spiller for den danske 1. divisions klub Vejle Boldklub.